# Gorefest
Gorefest (v překladu slavnost krve) byla nizozemská death metalová kapela založená roku 1989 ve městě Goes zpěvákem a baskytaristou Jan-Chrisem De Koeyerem a kytaristou Frankem Harthoornem. Náležela nejen mezi první nizozemské death metalové skupiny vedle např. Sinister, Pestilence, Asphyx a Phlebotomized, ale i mezi kapely určující deathmetalovou linii v Nizozemsku.
Debutní studiové album Mindloss vyšlo v roce 1991.
Kapela se v roce 2009 rozpadla, celkem měla na kontě 7 studiových dlouhohrajících desek.

## Diskografie
Dema
- Tangled in Gore (1989)
- Horrors in a Retarded Mind (1990)

Studiová alba
- Mindloss (1991)
- False (1992)
- Erase (1994)
- Soul Survivor (1996)[2]
- Chapter 13 (1998)
- La Muerte (2005)
- Rise to Ruin (2007)

EP
- Live Misery (1992)
- Fear (1994)

Singly
- Freedom (1996)

Kompilační alba
- The Ultimate Collection Part 1: Mindloss & Demos (2005)
- The Ultimate Collection Part 2: False & Erase + Bonus (2005)
- The Ultimate Collection Part 3: Soul Survivor & Chapter 13 + Bonus (2005)
- To Hell and Back: A Goreography (2005)
- The Demos (2012)

Live alba
- The Eindhoven Insanity (1993)

Box sety
- The Nuclear Blast Recordings (2018) – sada 6 CD

Split nahrávky
- Black Winter Day / Fear (1995) – split MC společně s kapelou Amorphis
- Love Nation Sugarhead / Freedom (1996) – split MC společně s kapelou Pyogenesis

Promo nahrávky
- False (Promotion Tape '92) (1992)
- Nuclear Blast Promo EP II (1993) – společně s kapelami Benediction, Mortification a Macabre

Samplery
- Where Is Your God Now... ? (1990) – sampler DSFA Records, další kapely jsou Acrostichon, Sinister, Dead Head a Disfigure